# Machthebbers in 75 v.Chr.
In 75 v.Chr. waren onderstaande personen in machtsposities.

## Europa
| Land | Positie | Gens | Machthebber          | Tijdvak   |
| ---- | ------- | ---- | -------------------- | --------- |
| Rome | Consul  |      | Gaius Aurelius Cotta | 75 v.Chr. |
| Rome |         |      | Lucius Octavius      | 75 v.Chr. |

## Midden-Oosten
| Land              | Positie                  | Dynastie   | Machthebber                  | Tijdvak                                      |
| ----------------- | ------------------------ | ---------- | ---------------------------- | -------------------------------------------- |
| Egypte            | Koning van Egypte        | Ptolemaeën | Ptolemaeus XII Neos Dionysos | 80 v.Chr. - 58 v.Chr., 55 v.Chr. - 51 v.Chr. |
| Nabatea           | Koning van de Nabateeërs |            | Aretas III Philhellenos      | 84 v.Chr. - 62 v.Chr.                        |
| Israël            | Koningin                 | Hasmoneeën | Salome Alexandra             | 76 v.Chr. - 67 v.Chr.                        |
| Israël            | Hogepriester             | Hasmoneeën | Hyrkanus II                  | 76 v.Chr. - 67 v.Chr.                        |
| Koninkrijk Pontus | Koning van Pontus        |            | Mithridates VI               | 113 v.Chr. - 63 v.Chr.                       |
| Armenië           | Koning van Armenië       | Artaxiaden | Tigranes II                  | 95 v.Chr. - 55 v.Chr.                        |
| Seleucidenrijk    | Koning van Armenië       | Artaxiaden | Tigranes II                  | 83 - 68 v.Chr.                               |
| Bithynië          | Koning van Bithynië      |            | Nicomedes IV                 | ca. 94 v.Chr. tot 75/74 v.Chr.               |
| Cappadocia        | Romeins vazalkoning      |            | Ariobarzanes I               | 95 v.Chr. - 63 of 62 v.Chr.                  |
| Parthische Rijk   | Koning van Parthië       | Arsaciden  | Sinatrukes                   | 77 v.Chr. - 70 v.Chr.                        |
| Elymais           | (Vazal?)koning           |            | Kamnaskires III              | 82/81 – 75 v.Chr.                            |
| Commagene         | Koning                   | Orontiden  | Mithridates I                | 106 v.Chr. - 70 v.Chr.                       |

## Noord-Afrika
| Land       | Positie       | Dynastie | Machthebber | Tijdvak               |
| ---------- | ------------- | -------- | ----------- | --------------------- |
| Mauretania | Koning (west) |          | Bogudes     | 80 v.Chr. - 38 v.Chr. |
| Mauretania | Koning (oost) |          | Bocchus II  | 80 v.Chr. - 33 v.Chr. |
| Numidië    | Koning        |          | Hiempsal II | 88 v.Chr. - 60 v.Chr. |

## Azië
| Land         | Positie                         | Dynastie        | Machthebber         | Tijdvak                  |
| ------------ | ------------------------------- | --------------- | ------------------- | ------------------------ |
| Paropamisade | Grieks-Indisch koning           | Eucratiden      | Hermaeus Soter      | ca.90 v.Chr. - 70 v.Chr. |
| Ceylon       | Koning                          | te Anuradhapura | Mahachuli Mahatissa | 76 v.Chr. - 62 v.Chr.    |
| China        | Keizer van China                | Han-dynastie    | Han Zhaodi          | 87 v.Chr. - 74 v.Chr.    |
| China        | Regent                          |                 | Huo Guang           |                          |
| Japan        | Keizer van Japan (legendarisch) |                 | Keizer Sujin        | 97 v.Chr. - 30 v.Chr.    |
| Korea        | Koning van Bukbuyeo             |                 | Godumak             | 108 v.Chr. – 60 v.Chr.   |
| Korea        | Koning van Dongbuyeo            |                 | Hae Buru            | 86 v.Chr. – 48 v.Chr.    |